# Zaubach (Wüstung)
Zaubach war ein Dorf und eine Gemeinde im Landkreis Birkenfeld in Rheinland-Pfalz, gelegen südlich der Nahe bei Dickesbach.

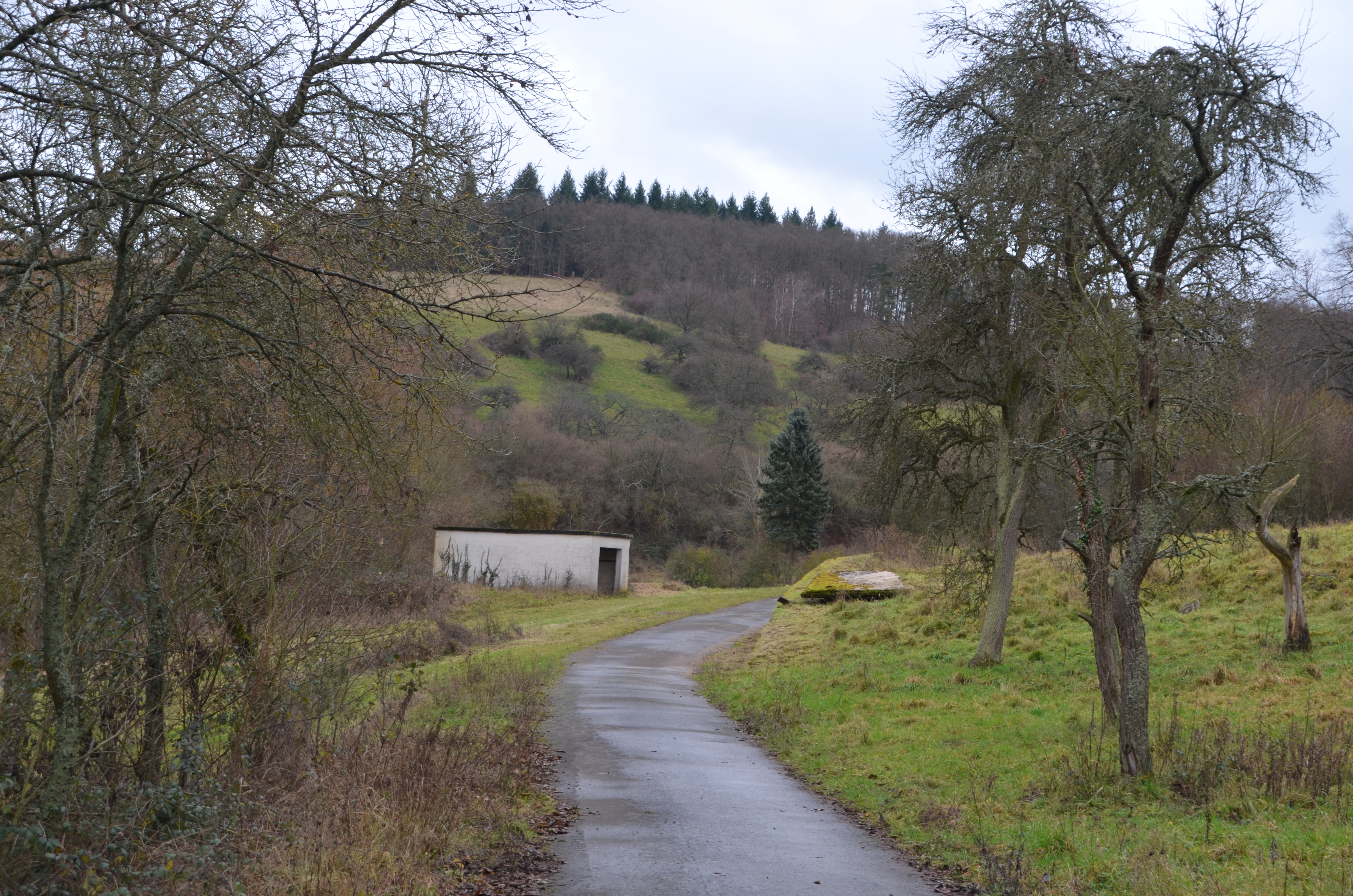
Ortseingang von Dickesbach kommend

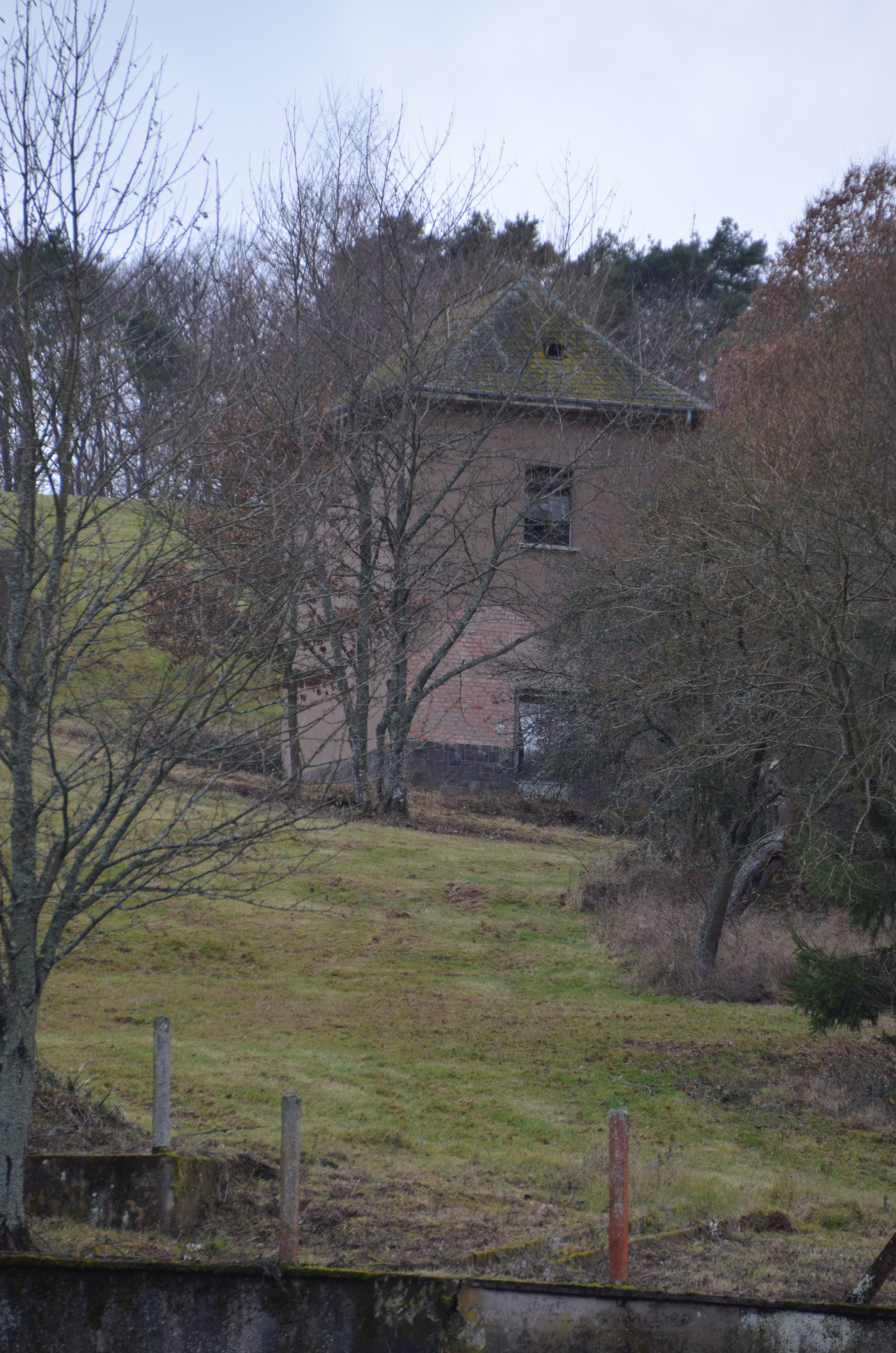
Ehemaliges Trafohäuschen

## Geschichte
Der erste Ort Zaubach wurde vermutlich im 13. Jahrhundert gegründet und im Dreißigjährigen Krieg zerstört. Er lag östlich des im 17. Jahrhundert neu entstandenen Ortes und wurde später Wüstzaubach genannt. 1698 wohnten sechs Familien in Zaubach, was einer Einwohnerzahl von etwa 30 Personen entspricht. Während der sogenannten Franzosenzeit gehörte der Ort von 1798 an zum Kanton Grumbach im Arrondissement de Birkenfeld im Saardepartement. Aufgrund der 1815 auf dem Wiener Kongress getroffenen Beschlüsse kam die Region und damit auch Zaubach 1816 zum Fürstentum Lichtenberg und gehörte der Bürgermeisterei Schmidthachenbach, ab 1823 der Bürgermeisterei Sien an. 1815 lebten in Zaubach 98 Einwohner.
Im Jahr 1938 wurde von der Wehrmacht der Übungsplatz Baumholder angelegt, damals wurden insgesamt 14 Dörfer umgesiedelt. Der Ort Zaubach lag am Rand des Militärgeländes und war hiervon zunächst nicht betroffen.
1974 begann die Abwanderung aus der Gemeinde Zaubach, die in dem Jahr noch 173 Einwohner hatte. Die letzten Einwohner verließen den Ort im Jahr 1981. Danach wurden die vorhandenen Wohnhäuser abgerissen, vorhanden ist heute nur noch der Friedhof.
Verwaltungsmäßig gehörte die Gemeinde Zaubach seit 1968 zur Verbandsgemeinde Herrstein und wurde zum 1. Januar 1978 aufgelöst. Das Gemeindegebiet wurde in den gemeindefreien „Gutsbezirk Baumholder“ eingegliedert. Dieser wiederum wurde zum 1. Januar 1994 insgesamt aufgelöst und das Gebiet des Truppenübungsplatzes auf die angrenzenden Gemeinden aufgeteilt.
Die ehemalige Gemarkung Zaubach gehört heute zu den Ortsgemeinden Dickesbach und Mittelreidenbach.